# Malacopteron affine
La tordina coronioscura (Malacopteron affine) es una especie de ave paseriforme de la familia Pellorneidae propia del sudeste asiático.

## Distribución y hábitat
Se encuentra únicamente en la península malaya y las islas de Sumatra, Banyak y Borneo. Su hábitat natural son los bosques húmedos tropicales de baja altitud.